# Macroteleia gracilicornis
Macroteleia gracilicornis är en stekelart som beskrevs av Alan Parkhurst Dodd 1920. Macroteleia gracilicornis ingår i släktet Macroteleia och familjen Scelionidae. Inga underarter finns listade i Catalogue of Life.